# Narc
Narc is een computerspel dat werd ontwikkeld en uitgegeven door Williams. Het spel kwam in 1988 uit als arcadespel. Later volgde ook versies voor andere homecomputers. Het spel kan door een of twee personen gelijktijdig gespeeld worden. Het doel van het bloedige Engelstalige actiespel is om de stad te bevrijden van drugssmokkelaars, hun geld en drugs in beslag nemen en uiteindelijk "Mr Big" te val brengen. Onderweg komt de speler verschillende tegenstanders tegen, die kan worden gearresteerd of worden gedood. Het perspectief van het spel is in de derde persoon. De graphics zijn gebaseerd op gedigitaliseerde beelden, een techniek later gepopulariseerd door de serie Mortal Kombat. Het spel is Engelstalig.

## Platforms
| Jaar | Platform                                                     |
| ---- | ------------------------------------------------------------ |
| 1988 | Arcade                                                       |
| 1990 | Amiga, Amstrad CPC, Atari ST, Commodore 64, NES, ZX Spectrum |
| 2005 | PlayStation 2, Xbox                                          |
| 2008 | Windows                                                      |

## Ontvangst
| Beoordeeld door                | Platform      | Datum            | Score |
| ------------------------------ | ------------- | ---------------- | ----- |
| The Video Game Critic          | NES           | 14 mei 2002      | 100%  |
| Computer and Video Games (CVG) | Commodore 64  | januari 1991     | 92%   |
| Just Games Retro               | NES           | 5 april 2002     | 85%   |
| GamePro (USA)                  | PlayStation 2 | 4 april 2005     | 80%   |
| Zero                           | Amiga         | februari 1991    | 80%   |
| Game Chronicles                | PlayStation 2 | 14 april 2005    | 68%   |
| Game Over Online               | PlayStation 2 | 20 juni 2005     | 65%   |
| Power Play                     | Amiga         | april 1991       | 61%   |
| UOL Jogos                      | PlayStation 2 | 13 april 2005    | 60%   |
| Datormagazin                   | Amiga         | 14 februari 1991 | 60%   |
| Game Informer Magazine         | Xbox          | mei 2005         | 55%   |
| DreamStation.cc                | Xbox          | 30 april 2005    | 50%   |
| Amiga Games                    | Amiga         | oktober 1992     | 36%   |
| Amiga Power                    | Amiga         | mei 1991         | 33%   |
| Official Xbox Magazine         | Xbox          | mei 2005         | 31%   |
| Defunct Games                  | Xbox          | 12 mei 2005      | 30%   |
| GameSpy                        | Xbox          | 31 maart 2005    | 30%   |
| GameSpy                        | PlayStation 2 | 31 maart 2005    | 30%   |
| GameCola.net                   | NES           | februari 2003    | 29%   |
| Defunct Games                  | NES           | 15 augustus 2009 | 20%   |